# Florent Gorges
Pour les articles homonymes, voir Gorges.
Florent Gorges, né le 21 mars 1979 à Dijon, est un journaliste, traducteur et historien du jeu vidéo français.

## Jeunesse et études
Gorges découvre au collège, apprenant le japonais en autodidacte dès la troisième. Il part au Japon en 1997 à la suite d'un échange linguistique d'un an au lycée de Nagoya, où il est le seul non japonais de la classe. Il obtient ensuite son baccalauréat au lycée franco-japonais de Tokyo. Il effectue ses études supérieures à l'INALCO, à Paris, dont il ressort avec une maîtrise de japonais. Il retourne vivre au Japon après ses études supérieures, jusqu'à devenir responsable de la francophonie pour l'organisation de la coupe du monde de football 2002 organisée conjointement entre la Corée et le Japon,. Dans ce contexte, il sert d'interprète à plusieurs ambassadeurs et accueille des délégations étrangères.

## Carrière
Il commence sa carrière en tant que traducteur et interprète du japonais vers le français en 1999. Parmi ses travaux de traductions, il a notamment été nommé responsable de la localisation des mangas officiels Nintendo. En 1997, il commence sa carrière de pigiste dans des journaux dédiés au Japon, comme Japan Vibes ou OVNI,, puis publie ses premiers tests retrogaming en 2003 dans le magazine Total Cube,. Il est également le correspondant européen pour le magazine japonais Nintendo Dream, le mensuel officiel Nintendo au Japon.  
Il rejoint un collectif de collectionneurs d'objets ayant fait l'histoire du jeu vidéo, dans un objectif de conservation. 
En 2006, il est travaille pour le ministère de l'intérieur japonais, dans son bureau de représentation en France. Lassé, il fonde en 2007 les éditions Pix'n Love, où il souhaite aborder le sujet du jeu vidéo de manière pointue et exhaustive, de son histoire, via les différentes sorties et histoires de développement à travers le monde,. Souhaitant se consacrer à son travail d'auteur et d'historien plutôt qu'à celui de rédacteur en chef, il fonde en 2011 une autre maison d'édition, Omaké Books,, tout en continuant à écrire des articles pour la première société.
Gorges est également l'auteur de plusieurs rétrospectives sur l'histoire du jeu vidéo japonais ou ses personnalités,, se spécialisant notamment sur l'histoire de l'entreprise Nintendo. Sur la chaîne Nolife, il est également responsable d'une chronique, Les Oubliés de la Playhistoire, où il fait découvrir plusieurs jeux injustement peu connus à ses yeux.
Il est régulièrement invité par des médias grand public, en tant qu'expert du domaine du jeu vidéo,,.

## Vie privée
Gorges est marié à une Japonaise, qu'il a rencontrée lors d'un de ses voyages au Japon. Il est l'interprète personnel de Hironobu Sakaguchi, le créateur de la saga Final Fantasy, lors de ses interventions en France, les deux hommes s'étant rencontrés et ayant sympathisé par hasard lors d'une visite en France de Sakaguchi.